# Pouteria aristata
Pouteria aristata är en tvåhjärtbladig växtart som först beskrevs av Nathaniel Lord Britton och Percy Wilson, och fick sitt nu gällande namn av Charles Baehni. Pouteria aristata ingår i släktet Pouteria och familjen Sapotaceae. IUCN kategoriserar arten globalt som sårbar.
Artens utbredningsområde är Kuba. Inga underarter finns listade i Catalogue of Life.